# 정지영 (방송인)
정지영(한국 한자: 鄭智英, 1975년 5월 7일 ~ )은 대한민국의 방송인이다.

## 생애
- 이화여대 4년 재학 중이던 1998년 11월 16일 SBS 공채 6기 아나운서로 입사했다.
- 2000년 SBS 파워FM에서 《스위트뮤직박스》를 진행하였다.
- 스위트뮤직박스는 장기간 동시간대 청취율 1위를 기록해 큰 인기를 얻었다.
- 2003년 결혼한 뒤 2004년 3월 SBS에서 퇴사하고 프리랜서가 되었다.
- SBS 퇴사 이후 여러 방송에서 활발히 활동하다가(EBS1 최고의 요리비결 MC 등) 2006년 《마시멜로 이야기》의 대리 번역 논란에 휘말리며, 큰 타격을 받고 7년여간 진행한 스위트뮤직박스와 출연하던 모든 방송에서 하차하였다.
- 그리고 2007년 하차 1년 만에 《스위트뮤직박스》에 복귀하였다.
- 2년 동안 《스위트뮤직박스》를 더 진행하였고, 2010년 3월 28일 《스위트뮤직박스》에서 완전히 떠났다.
- 2011년 12월 5일 결혼 8년 만에 아들을 낳았다.
- 대리 번역 관련 논란 이후 지상파 방송에서는 6년 가까이 제대로 활동하지 못했다.
- 2008년 6월 1일 KBS 2TV 《해피선데이》에 새로 생긴 코너인 《이 맛에 산다》의 고정 패널로 지상파 방송에 복귀하였지만 3개월 만에 코너가 폐지되면서 하차하였고, 2009년 4월 13일 KBS 2TV 《미녀들의 수다》에 패널로 출연하였다.
- 2009년 5월 4일 SBS 《야심만만 2》에 패널로 출연하였고, 2010년 4월 27일과 2010년 10월 18일 KBS 2TV 《낭독의 발견》에 출연하였다.
- 이후 2012년 6월 10일까지 지상파 방송에 출연하지 못하다가 2012년 6월 11일 MBC 《생방송 월화수목》의 진행을 맡았다.
- 《생방송 월화수목》이 2012년 10월 14일 종방한 이후 10월 22일부터 MBC FM4U의 라디오 프로그램 《오늘아침 정지영입니다》의 진행을 맡게 되었다.

### 지상파 방송 진행 복귀
- 2006년 대리 번역 논란으로 유명 방송인의 자리에서 내려와 6년간 지상파 방송에 거의 출연하지 못하고 몇 개의 행사 진행자로 나선 것 외에는 대중에게 얼굴을 거의 드러내지 못하던 그녀는 2012년 6월 11일 MBC 《생방송 월화수목》의 진행을 맡아 지상파 방송 진행자로 6년 만에 복귀하였다.
- 이후 《생방송 월화수목》은 2012년 10월 14일 종방하였다.

## 학력
- 괴정초등학교 (졸업)
- 부산중앙여자중학교 (졸업)
- 삼성여자고등학교 (졸업)
- 이화여자대학교 정치외교학과 (졸업)
- 이화여자대학교 대학원 신문방송학과 (졸업)

## 대리 번역 관련 논란
그녀는 2005년 《마시멜로 이야기》를 번역하였다고 출판사에 의해 소개되었지만 2006년 대리 번역 논란에 휘말리며 큰 타격을 받았다.

## 진행 및 활동

### 라디오
- 《정지영의 스위트뮤직박스》(1999년 9월 14일 ~ 2006년 10월 19일, 2007년 11월 6일 ~ 2010년 3월 29일)
- 《오늘아침 정지영입니다》(2012년 10월 22일 ~ 2024년 12월 22일)

### 영화
- 《내 심장을 쏴라》(2015년) - 라디오 아나운서 역 (카메오 출연)
- 《히말라야》(2015년) - 라디오 DJ 역 (카메오 출연)

### 드라마
- 《THE K2》(2016년, tvN) - 노지연 역 (특별 출연)
- 《20세기 소년소녀》(2017년, MBC) - 〈무비투나잇 정지영입니다〉 DJ 정지영 역 (특별 출연)
- 《남자친구》(2018년, tvN)

### 예능
- 2005년 EBS1 《최고의 요리 비결》 MC
- 2013년 MBC 《나 혼자 산다》

### 광고
- 2005년 웅진코웨이 케어스 공기청정기 (송강호와 함께 출연)

## 수상
- 2014년 MBC 방송연예대상 라디오 부문 여자 우수상
- 2022년 MBC 방송연예대상 라디오 부문 여자 최우수상